# 15128 Патрікджонс
15128 Патрікджонс (15128 Patrickjones) — астероїд головного поясу, відкритий 9 березня 2000 року.
Тіссеранів параметр щодо Юпітера — 3,313.